# Czarny chleb i czarna kawa
„Czarny chleb i czarna kawa” – utwór opisujący życie w więzieniu.
Autorem piosenki był ówczesny student Akademii Wychowania Fizycznego w Krakowie Jerzy Filas (później przyjął nazwisko żony – Warzyński, a następnie nazwisko drugiej żony – Cieśla). Utwór powstał w 1974 roku w więzieniu przy ulicy Czarnieckiego w Krakowie, w którym przebywał Filas skazany za publiczne śpiewanie piosenek politycznych koło pomnika Adama Mickiewicza w Krakowie. Początkowo Filas skazany został na grzywnę, ponieważ jednak jej nie zapłacił, sąd zamienił mu karę na 72 dni aresztu.
Piosenka była wykonywana m.in. przez zespoły: Hetman, Imperium, Redox, Pidżama Porno, Menele, Strachy na Lachy, Ampótacja, Firma, Legion Twierdzy Wrocław (Omerta), Magik Band, Sykowni, czy Dzieciuki.
W 2015 roku w zakładzie karnym w Białej Podlaskiej powstał teledysk do utworu w wykonaniu zespołu Hetman z gościnnym udziałem Warzyńskiego.